# Mona esquirol amazònica
La mona esquirol amazònica (Saimiri vanzolinii) és una espècie de mico de la família dels cèbids que viu al Brasil.